# Вагенер, Лука

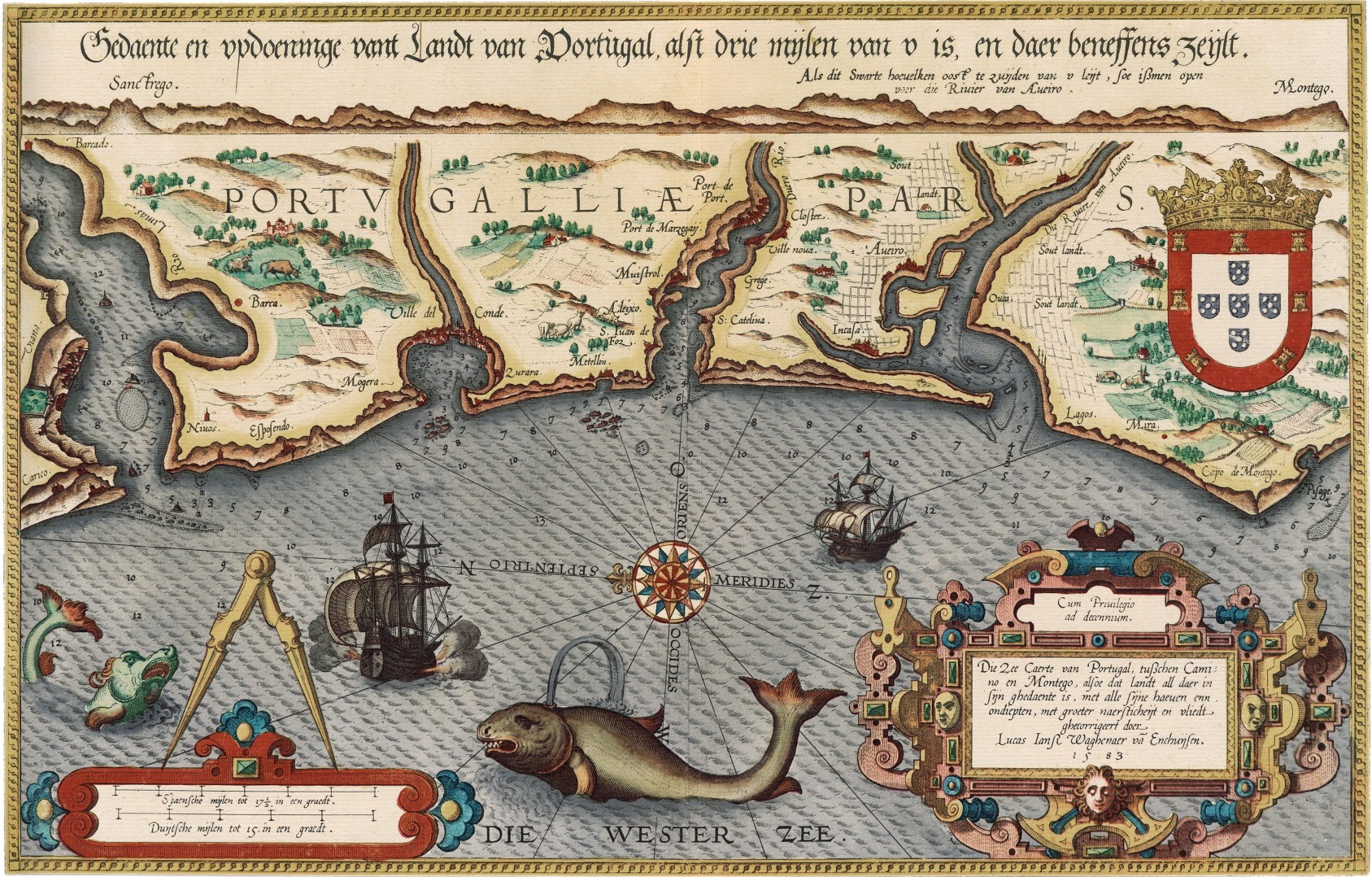
Карта побережья Португалии. 1584

Лука Янсен Вагенер или Лукас Вагенаер (нидерл. Lucas Janszoon Waghenaer, 1533/1534, Энкхёйзен, Северная Голландия — 1605/1606, там же) — знаменитый голландский картограф, мореплаватель, штурман и писатель.

## Биография
Всю юность провёл в службе на купеческих кораблях и был одним из самых опытных штурманов Голландии. Между 1550 и 1579 Вагенер плавал в качестве штурмана. За эти годы многократно встречался с португальскими, испанскими и итальянскими моряками. Знания о морских картах и гоночных инструкциях, которые он получил в результате этих контактов имели большое влияние на его более поздние работы.
После того, как он перестал служить на кораблях, Вагенер начал работать в порту Энкхёйзен и стал коллекционировать морские карты.
Обобщив многовековой навигационный опыт и собственные штурманские знания, он создал новый тип морских навигационных карт. Эти карты включали данные промеров глубин, обозначения отмелей, подводных камней и мелководья, мест якорных стоянок, указания средних величин пролива и имели исключительную для того времени подробность и точность. В итоге издал много карт и описаний различных мест и земель, в которых ему удалось побывать во время своих морских путешествий.
Умер в родном городе в крайней бедности.

## Творчество
Лука Вагенер — один из первых голландских авторов писавших о мореплавании.
В 1569 году, когда Меркатор составил свою первую карту в равноугольной цилиндрической проекции, голландец Лука Вагенер ввёл в обиход атлас. Это был крупный шаг в науке навигации и картографии, даже сегодня, современные морские карты составлены в атласы и выполнены в меркаторской проекции.
Его первая опубликованная работа появилась в 1584 году и называлась «Spieghel der Zeevaert» («Зеркало Морей»). Эта книга, сразу же ставшая популярной объединяла вместе атлас морских карт и лоций с инструкциями по навигации в западных и северо-западных прибрежных водах Европы. Это был первый такого рода труд в истории морской картографии.
Вторая часть была опубликована им в следующем году. «Spieghel der zeevaerdt» была переиздана несколько раз, и переведена на английский, немецкий, французский и латинский языки. В 1592 году была напечатана вторая книга штурмана «Thresoor der Zeevaert» (полное название «Сокровище мореплавателя или Дорожник для всех морей»), содержащий 26 карт и тексты, с описаниями побережий, профилями берегов и рекомендациями для плавания. Его третья и последняя публикация, «Enchuyser zeecaertboeck» вышла в 1598 году.
В 1601 году в Амстердаме был напечатан атлас Вагенера «Tresorerie ou cabinet de la Roytte marinesque», включавший карту восточной части Финского залива с побережьями Финляндии (от г. Або (Турку) до г. Выборга), России и Ливонии.
Произведения Луки Вагенера в течение многих лет служили не только руководством для всех голландских моряков, но и позже пользовались заслуженным уважением, как пример добросовестного труда на котором были основаны последующие работы составителей географических карт.
Лука Вагенер является одним из основателей и наиболее известных членов северо-голландской школы картографии, сыгравшей важную роль в раннем развитии всей голландской науки об исследовании, моделировании и отображении пространственного расположения, сочетания и взаимосвязи объектов, явлений природы и общества на Земле.

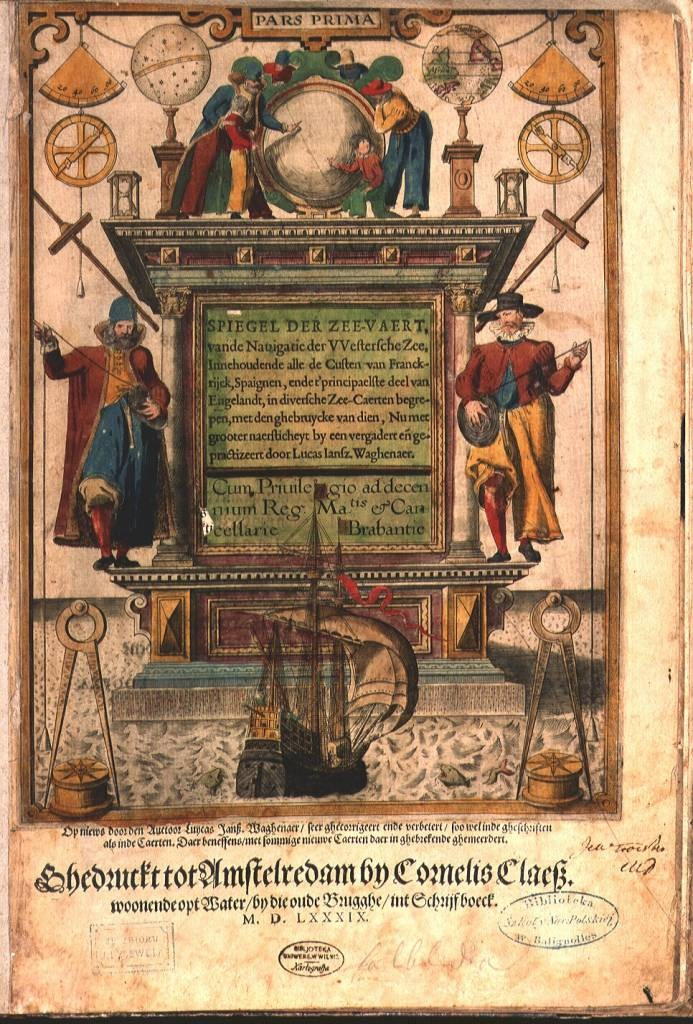
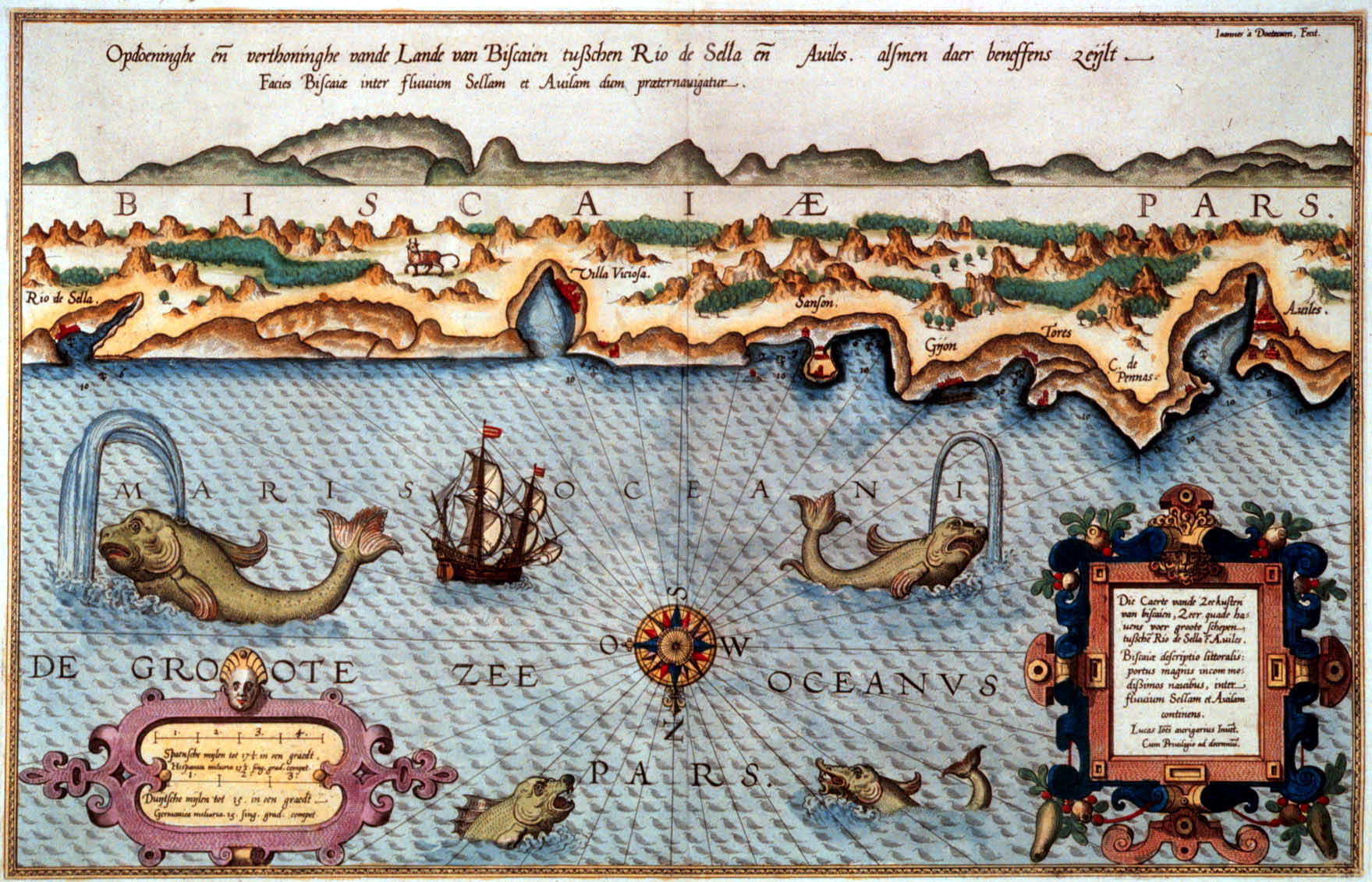
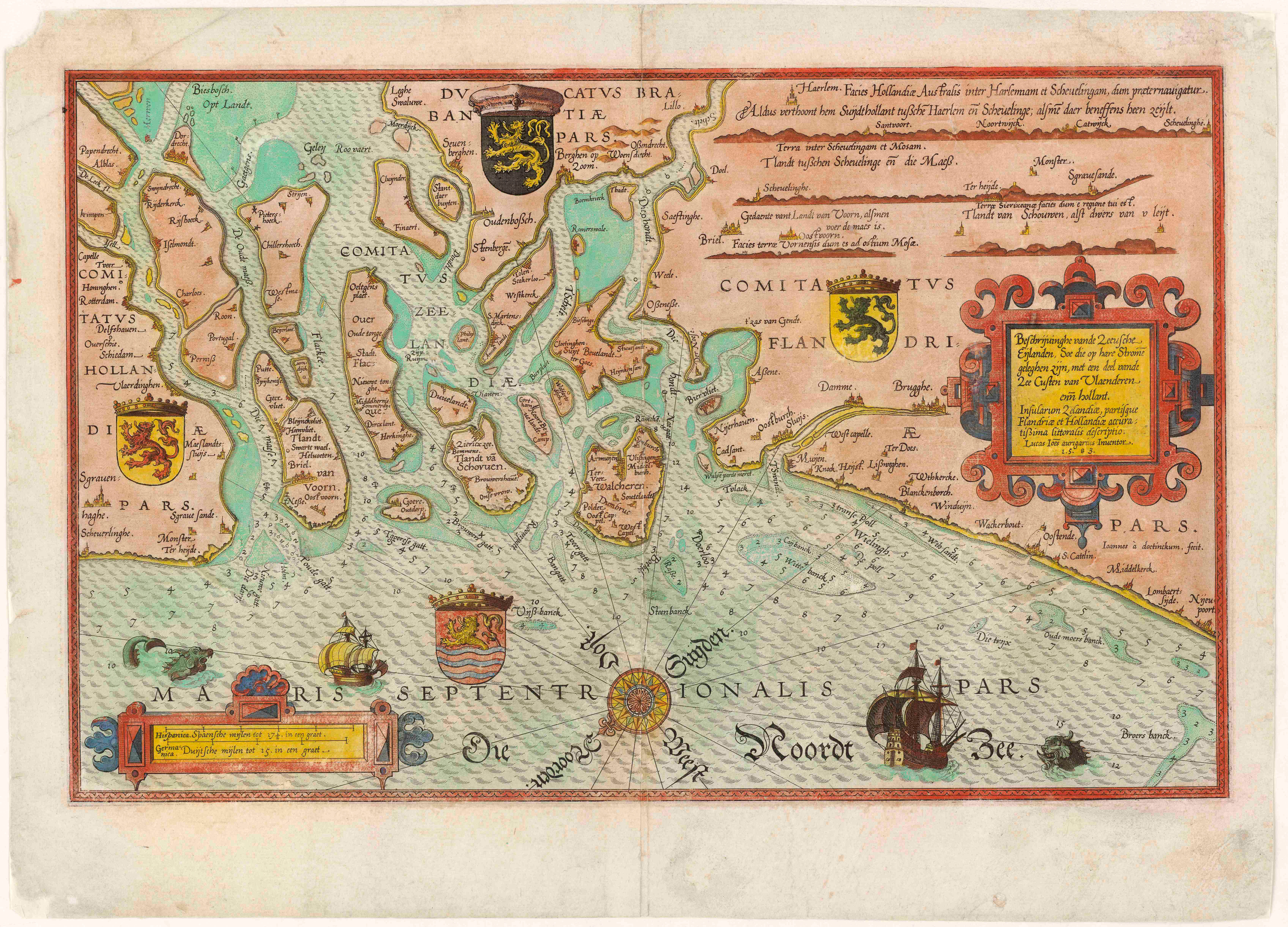
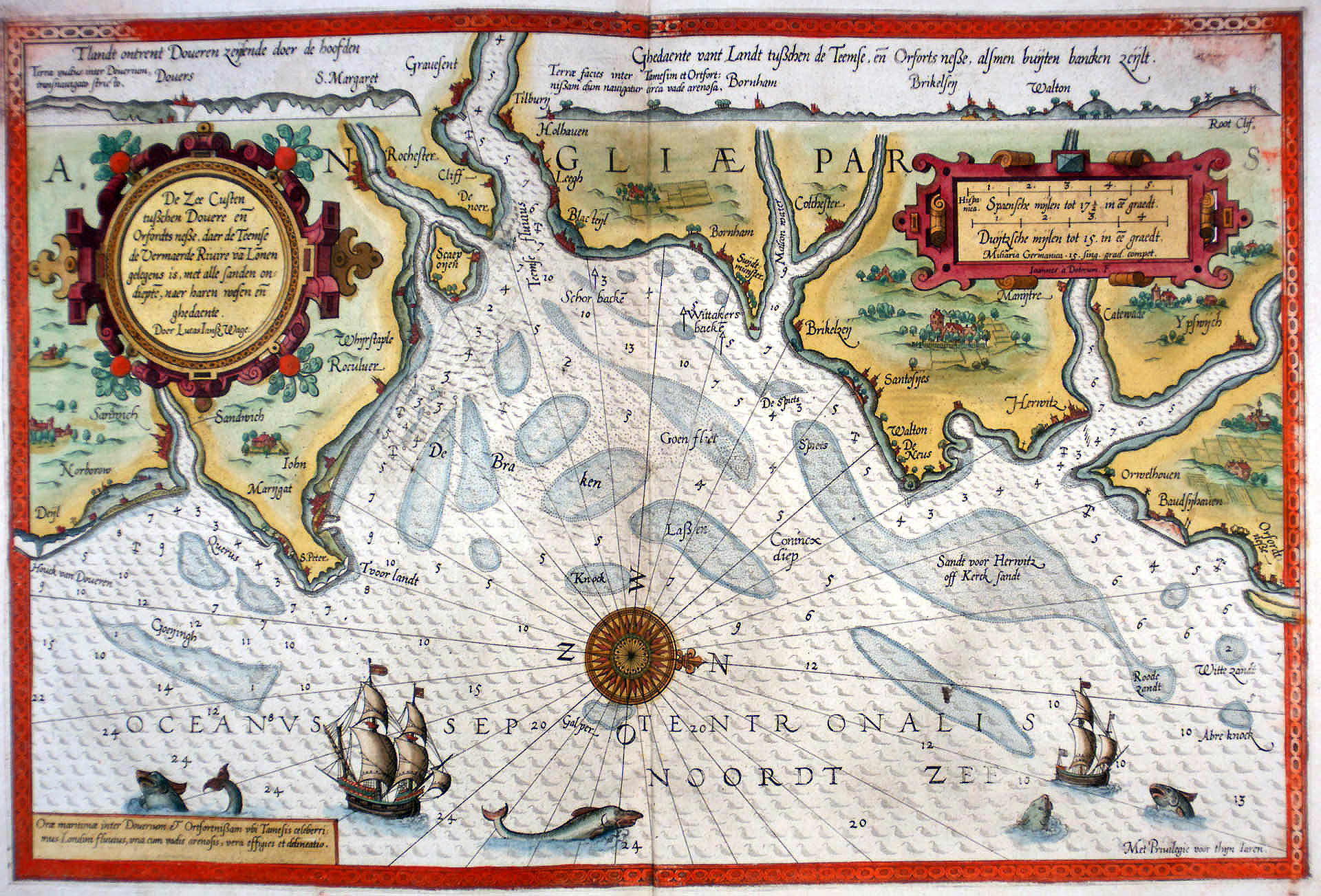